# Automatism (psykiatri)
Automatism är en psykiatrisk term för tillstånd när motorik, handlingar eller beteenden, som normalt är viljestyrda, utförs på ett mekaniskt sätt, såsom med automatik. Detta verkar för omgivningen som stereotypa rörelser eller med ett automatiserat beteende (i så hög grad inlärt att det sker av sig själv). Automatism kan förefalla tvångsmässigt.
Automatism är inte samma sak som reflex. Flykt är en psykisk reflex, medan automatism är ett sätt att utföra handlingar eller beteenden som är betingade eller inlärda. I likhet med reflexer utförs den automatiserade handlingen eller beteendet omedvetet, inte efter övervägande eller som ett uttryck för vilja.
Automatism kan vara patologiskt, och uppkomma vid neurologiska störningar, däribland trötthet, kataton schizofreni och temporallobsepilepsi.
Även somnambulism (att gå i sömnen) är en form av automatism där man utan medvetande och vilja kan gå långsamt omkring och i vissa fall även klä sig, äta mat och gå ut.